# 唐南珊

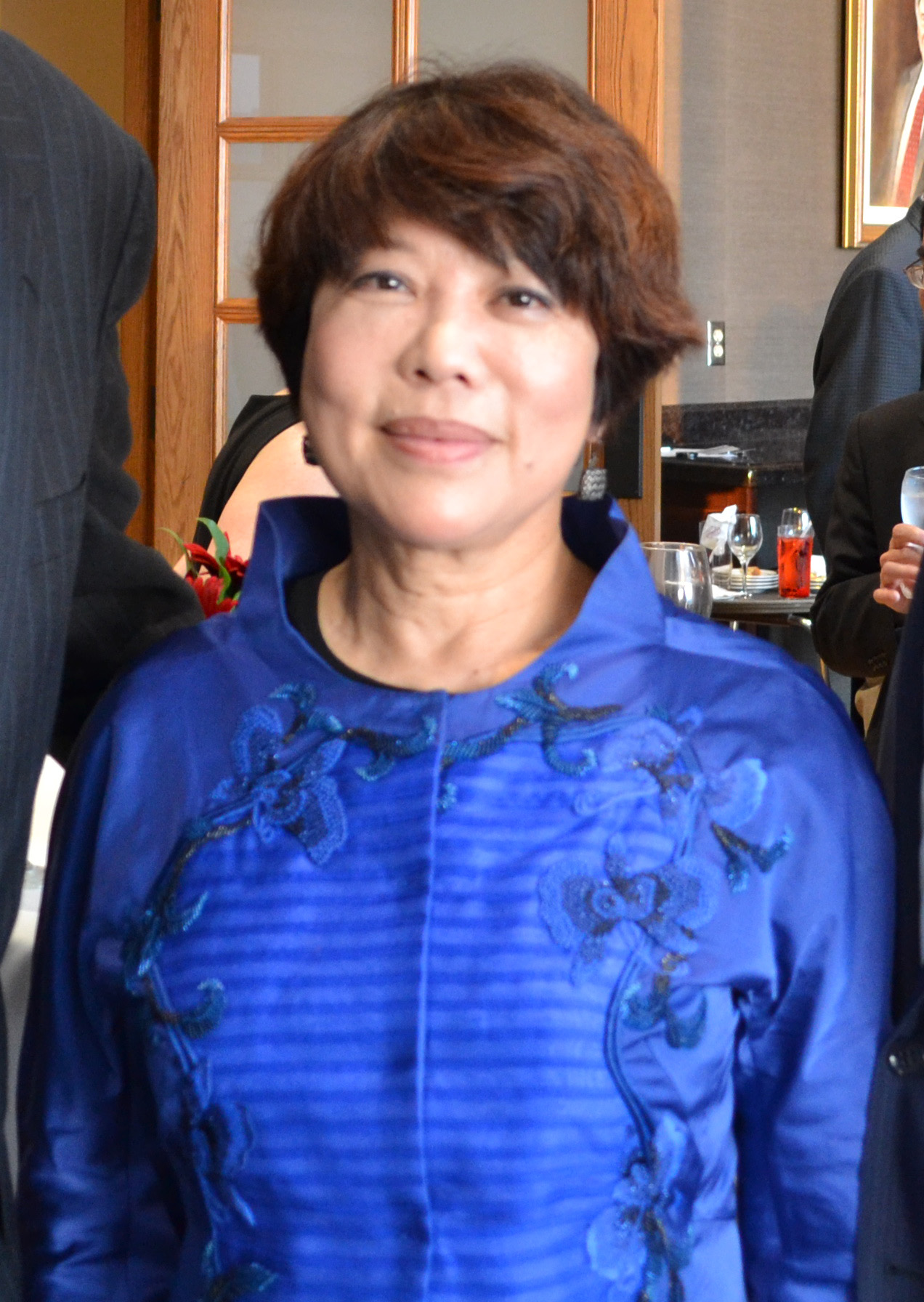
攝於2012年

唐南珊（英語：Nancy T. Chang，1949年—），生於台灣，著名生物化學家與企業家，在休士頓創辦了Tanox公司。

## 生平
唐南珊家中手足六人，她排行老大，父親專業工程師，母親學中醫，但忙於照顧子女，一生從未執業。
1972年，唐南珊畢業於台灣國立清華大學化學系。1973年，進入美國布朗大學，1974年，轉至哈佛大學，在哈佛大學醫學院取得生物化學博士學位。畢業之後，進入羅氏分子生物學研究所（Roche Institute of Molecular Biology），進行博士後研究。
1982年，進入Centocor公司，參與愛滋病毒的研究，發展出第一套愛滋病毒的檢測法。1983年，受聘至德州貝勒醫學院病毒學系，擔任副教授。
1986年，與其夫張子文一同創辦Tanox公司，成功開發氣喘藥物。
1998年，在台灣新竹科學園區創辦唐誠生技製藥公司。2000年4月，Tanox在那斯達克上市，創下全美生技公司首次公開發行最高金額2.442億美元。

## 家庭
她與前夫張子文在1992年離婚。

## 外部連結
- 風險資本和高科技—臺灣出生的生物科技公司Tanox共同創始人唐南珊（页面存档备份，存于）

1. 1 2  美國傑出華裔女性 （页面存档备份，存于）亞特蘭大新聞，2014年6月6日
2. 1 2 3  2004年：唐南珊校友 （页面存档备份，存于）清華大學圖書館，2017年
3. ↑  創辦人 （页面存档备份，存于）Immunwork，2017年
4. ↑  身價20億的生技創業家 （页面存档备份，存于）天下雜誌，2003年1月1日